# 10504 Doga
10504 Doga este un asteroid din centura principală de asteroizi.

## Descriere
10504 Doga este un asteroid din centura principală de asteroizi. A fost descoperit pe 22 octombrie 1987 la Observatorul de Astrofizică din Crimeea de Liudmila Juravliova. Asteroidul prezintă o orbită caracterizată de o semiaxă mare de 2,76 ua, o excentricitate de 0,16 și o înclinație de 5,7° în raport cu ecliptica.